# Медаль «За службу на Корейской войне»
Медаль «За службу на Корейской войне» (кор. 6.25사변종군기장, букв. «За участие в инциденте 25 июня») также известная как медаль «За службу на войне в Корейской республике» — военная награда Республики Корея, учреждена в декабре 1950 года.

## История
Медаль, первоначально известная как «За участие в инциденте 6.25»( 25 июня) (указ президента №390) представляет собой пятилучевую звезду, эмалированную цветной эмалью. Это версия медали «За службу на Корейской войне», которой награждались южнокорейские войска, участвовавшие в первоначальном отражении северокорейской агрессии в июне 1950 года.   
15 сентября 1951 года президент Ли Сын Ман обратился к главе командования сил ООН и уполномочил его вручить медаль «За службу на Корейской войне» и «Ленточку Корейской войны» «храбрым и отважным членам Командования ООН, которые сражались и сражаются сейчас с коммунистическим агрессором в Корее». 
14 апреля 1950 года правительство Южной Кореи утвердило изменения в дизайн модели (указ президента №892). Звезда была заменена на круг с изображением скрещенных пуль а символ «Тэгук» остался только на ленточке медали (в центре).  

## Критерии награждения
Критерии награждения медалью: 
- Служба с начала военных действий 25 июня 1950 года до подписания перемирия 27 июля 1953 года.
- Постоянное или временное назначение на службу в течение 30 дней непрерывно и 60 дней с перерывами
- Несение службы в территориальных пределах Кореи, в территориальных водах Кореи, в воздушной пространстве Кореи при выполнении боевых операций или при их поддержке.

## Награждение иностранцев

### Австралия
6 апреля 2017 года после усилий австралийского совета ассоциации ветеранов Кореи, добившихся от южнокорейского правительства предложения к правительству Афстралии, генерал-губернатор разрешил медаль к принятию и одобрил её для ношения. Ветераны, попадающие под критерии награждения, могут приобрести эти медали у частных продавцов. 

### Новая Зеландия
23 апреля 2001 года медаль была одобрена для распространения и ношения для служащих сил Британского содружества, включая силы обороны Новой Зеландии.  

### США
Для американских военнослужащих иностранные награды размещаются согласно дате одобрения. Медаль «За службу на Корейской войне» (одобрена 20 августа 1999 года) должна размещаться после медали «За освобождение Кувейта» (одобрена 16 марта 1995 года). Большинство ветеранов Корейской войны должны носить медаль после медали «За службу ООН в Корее» или «За участие во Вьетнамской кампании», если они участвовали в этом конфликте.
В то время как ряд стран приняли медаль в ходе её представления для сил ООН, США отказались награждать этой медалью американских солдат, в связи с действовавшими в то время правилами, ограничивающими принятие и ношение иностранных наград на американской военной форме. 8 мая 1954 года Конгресс США изменил этот закон. Хотя впоследствии некоторые ветераны пытались добиться принятия этой награды, после войны медаль «За службу на Корейской войне»  исчезла из американской истории и о ней больше не слышали до 1996 года.